# Georges Colleuil
Georges Colleuil, escritor francés nacido el 6 de noviembre de 1950 en Niza, es el creador de El Referencial de Nacimiento.

## Reseña biográfica
A finales de los años 1960 actuó en la compañía teatral de Gisèle Tavet de Saint Jeannet. Conoció a Jacques Prévert. Tenía diecinueve años cuando interpretó el primer rol en una creación mundial de la obra teatral de Prévert "Guignol" , junto al comediante Roger Cornillac, padre de Clovis.
En 1971, escribe y realiza su primer cortometraje, N'aime que moi, interpretado por Évelyne Leclercq y el mimo Franko le Clown.
Tras estudiar psicología y filosofía en la universidad Universidad de Niza Sophia Antipolis, se apasiona por la lingüística y estudia ciencias del lenguaje.
En los años 80, se une al movimiento contra el racismo y por la amistad de los pueblos (MRAP) y participa de forma activa en la organización de la fiesta del trigésimo aniversario del movimiento. Ayuda además en la alfabetización de los barrios periféricos de París con la asociación Solidarité Français Migrants.
Ejerció durante quince anos las profesiones de psicoterapeuta y formador en comunicación, escribiendo asimismo numerosas obras sobre la función terapéutica de los símbolos.
En 1988 y 1989 crea el "Festival du cinéma et du sacré".
Entre 1983 a 1985, crea El Referencial de Nacimiento, sobre el cual imparte múltiples conferencias por todo Francia.